# Galeria Zachęta
Die Nationale Kunstgalerie Zachęta, kurz Zachęta [zaˈxɛnta] (poln. Zachęta Narodowa Galeria Sztuki), ist eine der bedeutendsten Institutionen für zeitgenössische Kunst in Polen. Ziel der im Zentrum Warschaus gelegenen Galerie ist vor allem die Präsentation und Förderung zeitgenössischer polnischer Kunst. Darüber hinaus hat sich die Galerie mit zahlreichen Wechselausstellungen bekannter ausländischer Künstler auch international etabliert.
Das polnische Wort zachęta kann mit Ermutigung oder Ansporn übersetzt werden und geht zurück auf die Towarzystwo Zachęty Sztuk Pięknych w Królestwie Polskim (Gesellschaft zur Förderung der Schönen Künste), die 1860 in Warschau gegründet wurde.

## Geschichte
Seit ihrer Gründung 1860 bemühte sich die Gesellschaft zur Förderung der Schönen Künste um einen festen Sitz, der den eigenen Ausstellungstätigkeiten entsprechen sollte. Infolge geschickter Verhandlungen von Direktoren und Sponsoren der Stadt entstand zwischen 1898 und 1900 schließlich der Hauptsitz der Gesellschaft, der heutigen Zachęta, nach den Plänen des Warschauer Architekten Stefan Szyller. Zuvor war die Gesellschaft zur Miete in verschiedenen Gebäuden untergebracht.
Seit der Eröffnung der Zachęta am 15. Dezember 1900 war das Gebäude Sitz verschiedener Institutionen:
- 1900–1939: Gesellschaft zur Förderung der Schönen Künste
- 1939–1945: Haus der deutschen Kultur
- 1949–1989: Zentralbüro für Kunstausstellungen
- 1989–2003: Staatliche Kunstgalerie Zachęta
- seit 2003: Nationale Kunstgalerie Zachęta

1965 wird das Gebäude in die Liste der Baudenkmäler aufgenommen und zählt, wie viele Ausstellungsgebäude in Großstädten des 19. Jahrhunderts, zur Gattung der europäischen Kulturpaläste.

### Bau der Zachęta-Galerie
Bereits 1862 gab es eine erste Wettbewerbsausschreibung für den Bau eines Gebäudes. Aufgrund fehlender finanzieller Mittel konnten die Entwürfe zunächst jedoch nicht umgesetzt werden. Nachdem der Gesellschaft von der Stadtverwaltung Baugrund zur Verfügung gestellt worden war, kam es 1894 schließlich zu einer weiteren Ausschreibung, die Stefan Szyller mit einem Entwurf im Stil der Neorenaissance mit klassizistischen Elementen gewann. Die dekorativen Bildhauereien und allegorischen Figuren am Portal wurden von Zygmunt Otto ausgeführt. Im Architrav des Gebäudes ist der lateinische Schriftzug Artibus (deutsch: den Künsten) eingemeißelt.
Die Bauarbeiten begannen im September 1898. Am 15. Dezember 1900 wurde das Frontgebäude offiziell eröffnet. Am 15. Oktober 1903 folgte die Eröffnung des Südflügels. Eröffnung und Erweiterung des Baus wurden von Kritikern enthusiastisch begrüßt. Die von Szyller ursprünglich vorgesehenen zwei weiteren Flügel konnten zunächst nicht realisiert werden.
1958 beschloss das Ministerium für Kunst und Kultur das Gebäude zu erweitern. Die umliegenden Wohnhäuser wurden während des Krieges zerstört und haben so unfreiwillig Platz für die Erweiterung des Gebäudes gemacht. Mit dem Umbau wurden die Warschauer Architekten Oskar Hansen, Lech Tomaszewski und Stanisław Zamecznikow beauftragt, deren Konzept vorsah, die Westseite des Gebäudes vollständig auf einer Konstruktion aus Gittermodulen aufzubauen, um so eine völlig freie Gestaltung des Innenraums zu ermöglichen. Tatsächlich wurde das Konzept eines mobilen Innenraums, das den architektonische Ideen für das Centre Georges Pompidou in Paris um Jahre vorausging, nicht verwirklicht und der geplante Umbau zunächst eingestellt. Schließlich wurden 1982 die Erweiterungspläne wieder aufgenommen und zunächst die Werkstätten für Denkmalpflege mit dem Umbau nach Plänen von Feliks Dzierżanowski beauftragt. Von 1991 bis 1993 beaufsichtigte die Firma Dom i Miasto (deutsch: Haus und Stadt) den Umbau, die auch für die Verlängerung der Treppen in die Haupthalle zuständig war. Auf diese Weise entstand ein direkter Zugang zu den Ausstellungshallen im neuen Gebäudeteil. Die so entstandene monumentale Perspektive schließt mit der Skulptur des Gladiators des polnischen Bildhauers Pius Weloński aus der ehemaligen Sammlung der Gesellschaft zur Förderung der Schönen Künste ab.
Das Ergebnis von Umbau und Erweiterung ist nicht nur eine vergrößerte Ausstellungsfläche, sondern auch ein Depot zur Lagerung der Kunstwerke, eine Entladerampe sowie ein Bürotrakt mit separatem Eingang.
Die größte Ausstellungshalle wurde nach dem polnischen Maler Jan Matejko benannt. Ein weiterer Ausstellungsraum ist nach Gabriel Narutowicz benannt, dem ersten Präsidenten der Zweiten Polnischen Republik, der am 16. Dezember 1922 während der Eröffnung des Raumes von dem polnischen Maler und Kunstkritiker Eligiusz Niewiadomski erschossen wurde. Seit der Jubiläumsfeier am 14. Dezember 2000 erinnern an den jeweiligen Sälen angebrachte Plaketten an den Präsidenten und an Wojciech Gerson, einem der Mitbegründer der Gesellschaft zur Förderung der Schönen Künste.

### 1939 bis 1945

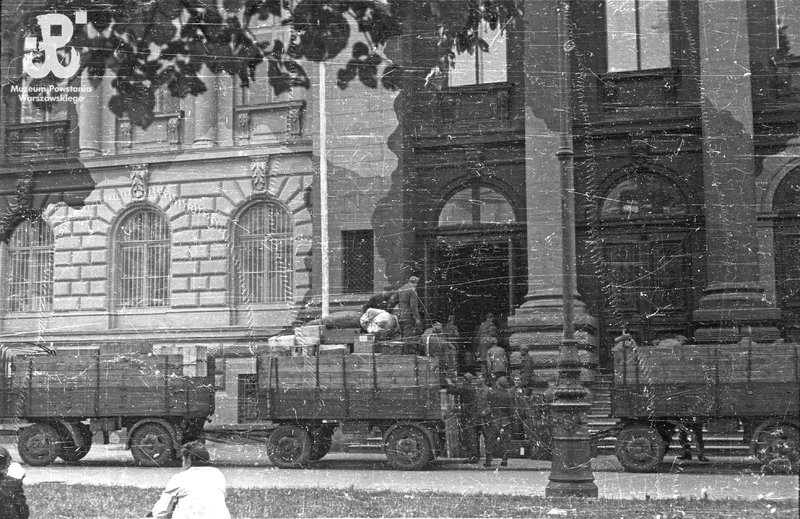
Juli 1944: Deutsche Einheiten plündern die Zachęta

Während des Überfalls auf Polen zu Beginn des Zweiten Weltkrieges wurden die umliegenden Gebäude am Małachowski-Platz schwer beschädigt. Das Gebäude der Zachęta überlebte die Angriffe jedoch relativ unbeschädigt. Im Zuge der polnischen Kapitulation wurde das Gebäude von den deutschen Besatzern okkupiert und die Gesellschaft zur Förderung der schönen Künste aufgelöst. Die Sammlungen und Dokumente der Gesellschaft wurden entweder ins Muzeum Narodowe oder konfisziert und nach Deutschland gebracht. Der Transport erfolgte auf offenen Lastwagen und blieb vollständig undokumentiert. Das Gebäude der Zachęta wurde in Haus der Deutschen Kultur umbenannt und während des Krieges vor allem für Propagandafeierlichkeiten genutzt.
Während des Warschauer Aufstandes wurde das Gebäude durch Bombenexplosionen und Artilleriegeschütze schwer beschädigt und musste nach Kriegsende grundrenoviert werden. Mit der Entfernung sämtlicher deutscher Hinterlassenschaften begannen im April 1945 die Renovierungsarbeiten im Zuge derer auch elektrische Leitungen und eine Zentralheizung installiert wurden.
Auch wurden bei Kriegsende Spuren einer brennbaren Substanz an den Wänden des Gebäudes gefunden, die darauf schließen lassen, dass die deutschen Einheiten kurz vor ihrem Rückzug wahrscheinlich planten, das Gebäude in Brand zu setzen.

### 1945 bis 1989
Nach dem Krieg wurde die Gesellschaft zur Förderung der Schönen Künste nicht wieder reaktiviert. An ihre Stelle trat ab 1949 das vom Ministerium für Kunst und Kultur auf Antrag der Vereinigung der Bildenden Künste Polens gegründete Centralne Biuro Wystaw Artystycznych (deutsch: Zentralbüro für Kunstausstellungen). Im Januar 1951 werden schließlich die Ausstellungstätigkeiten wieder aufgenommen.
Aufgabe des Zentralbüros war die Organisation von Ausstellungen sowie sämtlichen künstlerischen Aktivitäten in ganz Polen. Noch im Jahr der Gründung entstanden Zweigstellen in Krakau, Kattowitz, Posen und Bydgoszcz. 1951 folgten Łódź, Zakopane, Danzig, Stettin und Breslau und 1958 schließlich Olsztyn und Opole. 1962 wurde das Zentralbüro um eine Abteilung für die Internationale Plakatbiennale erweitert, die 1968 in Warschau stattfand.
Das Zentralbüro für Kunstausstellungen wurde schließlich zur wichtigsten Institution der staatlichen Kulturpolitik. In den 1960er Jahren wurde vor allem der Bereich der Kunstvermittlung und Kunsterziehung mit der Einrichtung einer eigenen Abteilung ausgebaut und weiterentwickelt. Im Hinblick auf eine ideologische Bewusstseinsschaffung konzentrierte man sich insbesondere auf die Unterstützung von Lehrern und Schülern, da sie das Publikum sein würden, an das sich die zeitgenössische Kunst richten würde.
Die 1980er Jahre sind vor allem von der Verhängung des Kriegsrechts in Polen geprägt. Mit dem Kriegszustand ging ein Boykott sämtlicher offizieller Galerien einher, von dessen Ausfällen sich das Zentralbüro kaum mehr erholen konnte.

### Nach 1989
Der Zerfall des Ostblocks brachte grundlegende politische Veränderungen mit sich, die sich auch auf die Struktur des Zentralbüros auswirkten. Die damalige Direktorin Barbara Majewska erwirkte eine Loslösung von den alten, zentralistischen Bewusstseinsformen der Institution. Am 30. Mai 1994 wurde das Zentralbüro für Kunstausstellungen schließlich aufgelöst und die Staatliche Kunstgalerie Zachęta ernannt.
2003 wurde die Zachęta vom polnischen Kulturminister Waldemar Dąbrowski von Staatliche Kunstgalerie in Nationale Kunstgalerie (poln. Narodowa Galeria Sztuki) umbenannt.

## Ausstellungen
Anlässlich des 100-jährigen Bestehens der Galerie Zachęta wurde im Jahre 2000 die Ausstellung Polonia – Polonia eröffnet. Sie versammelte über 100 Exponate unterschiedlicher Epochen aus den Bereichen Gemälde, Plastik, Graphik und Zeichnung. Die Werke zeigten vor allem nationale Sujets.
Noch im gleichen Jahr zeigte die Galerie mit Słońce i inne gwiazdy (deutsch: Die Sonne und andere Sterne) eine Ausstellung, die auf eine Umfrage aus dem Jahre 1999 zurückging, die die wichtigsten Künstler des 20. Jahrhunderts herausfinden wollte. Die Umfrage richtete sich vor allem an polnische Kunsthistoriker, Kritiker und Kuratoren. Das Ergebnis der Befragung waren schließlich zwei Listen – eine mit den wichtigsten polnischen Künstlern des 20. Jahrhunderts und eine mit den wichtigsten ausländischen Künstlern des 20. Jahrhunderts. Die Ausstellung Słońce i inne gwiazdy zeigte insgesamt zehn der gewählten Künstler: Magdalena Abakanowicz, Tadeusz Kantor, Katarzyna Kobro, Roman Opałka, Henryk Stażewski, Władysław Strzemiński, Alina Szapocznikow, Witkacy, Witold Wojtkiewicz und Andrzej Wróblewski.
Im selben Jahr wurde eine Ausstellung der gewählten, wichtigsten ausländischen Künstler veranstaltet, bei der Pablo Picasso, Francis Bacon, Joseph Beuys, Marcel Duchamp, Wassily Kandinsky, Andy Warhol, Kasimir Malewitsch, Salvador Dalí, Piet Mondrian und Constantin Brancusi vertreten waren.
Der renommierte Schweizer Harald Szeemann kuratierte im Jahre 2000 außerdem eine Ausstellung, in der sich unter anderem das Werk La Nona Ora von Maurizio Cattelan befand. Das Werk zeigt den Papst Johannes Paul II., der von einem Meteoriten getroffen wird und am Boden liegt. Der Einfluss der katholischen Kirche ist in Polen bis heute sehr stark und so ging mit der Präsentation des Werks ein öffentlicher Skandal einher.

## Sammlung
Die permanente Sammlung der Zachęta umfasst heute insgesamt 3600 Werke. Davon sind rund 700 Gemälde, 80 Videoarbeiten und 100 Skulpturen und Installationen. Darüber hinaus zählen über 2600 Arbeiten auf Papier (Graphiken, Zeichnungen und Photographien) zu der Sammlung. Polnische Künstler des 20. Jahrhunderts wie Tadeusz Kantor, Henryk Stażewski und Alina Szapocznikow sind ebenso vertreten wie international bekannte zeitgenössische Künstler wie Mirosław Bałka, Katarzyna Kozyra, Zbigniew Libera, Wilhelm Sasnal und Krzysztof Wodiczko.
Die Werke der Sammlung spiegeln nicht nur die komplizierte Vergangenheit der Galerie, sondern inzwischen auch den eindeutig definierten Fokus der Zachęta. Es werden vor allem Werke von zeitgenössischen polnischen Künstlern in die Sammlung aufgenommen, die bereits in der Galerie gezeigt oder in Zusammenarbeit mit der Zachęta produziert wurden. Dies betrifft auch Projekte, die nicht vor Ort realisiert werden z. B. die Gestaltung des polnischen Pavillons auf der Biennale in Venedig.
Sämtliche Entscheidungen, die entweder die Änderung oder Erweiterung der Sammlung betreffen, werden von der 1990 gegründeten Kommission für Neuanschaffungen, Spenden und Einlagen getroffen. Es gibt keine permanente Ausstellung der Sammlung. Die Werke werden entweder in aktuelle Ausstellungen der Zachęta integriert oder sind als Leihgaben Teil sowohl von nationalen als auch internationalen Ausstellungen. Die 2008 gegründete Abteilung für Inventar und Sammlung ist für die Betreuung der Sammlung zuständig.

## Bibliothek
Eine wesentliche Aufgabe der Zachęta ist auch die Sammlung von Informationen über Künstler und Kunstwerke.
Die Bibliothek umfasst:
- Kataloge: Kataloge über Ausstellungen von polnischen Künstlern, die in Polen und im Ausland tätig sind, von ausländischen Künstlern, die in Polen tätig sind sowie Kataloge zu bestimmten Ausstellungszyklen. Die Sammlung der Ausstellungskataloge zählt zu den umfangreichsten in ganz Polen.
- Bücher: vor allem Publikationen über zeitgenössische Kunst aber auch entsprechend thematisch verwandte Gebiete.
- Zeitschriften: polnische und ausländische Zeitschriften zum Thema Kunst.

Die Abteilung für Dokumentation archiviert Leben und Werke zeitgenössischer polnischer Künstler seit 1945. Hier finden sich neben biografischen Notizen auch Zeitungsausschnitte, Ausstellungskataloge sowie ein Verzeichnis der Ausstellungen, an denen der Künstler teilgenommen hat. Das Archiv kann nur unmittelbar vor Ort in der Bibliothek der Galerie eingesehen und genutzt werden.
Im Erdgeschoss der Zachęta befindet sich außerdem eine Buchhandlung, in der neben Katalogen zu den eigenen Ausstellungen in der Zachęta und der Kordegarda, auch polnische sowie ausländische Bücher und Zeitschriften erhältlich sind.
Außerdem führt die Zachęta eine Abteilung für Pädagogik, die sich um die Organisation von Vorträgen und Künstlergesprächen, Konzerten und Führungen auch um die Wissensverbreitung in Form von z. B. Unterrichtseinheiten kümmert.

## Projekt Kordegarda
1956 wurde die Galeria Kordegarda (dt.: wörtlich: Wachstube) als eine Art Außenstelle der Zachęta eröffnet und befand sich damals an der berühmten Krakowskie Przedmieście (dt.: Krakauer-Vorstadt-Straße). In erster Linie handelte es sich um einen zusätzlichen, mehr in den Stadtkörper integrierten Ausstellungsraum. Auch wenn Organisation und Management von der Zachęta übernommen wurden, blieb die Kordegarda, vor allem im Hinblick auf das Ausstellungsprogramm, immer ein Stück weit unabhängig.
2010 zog die Kordegarda in die Gałczyński-Straße, eine Nebenstraße der historischen Nowy Świat (dt.: Neue-Welt-Straße). Zwar obliegt die Leitung der Galerie immer noch der Zachęta, das Programm der Kordegarda, das sich vor allem an junge polnische wie ausländische Künstler richtet, spricht inzwischen jedoch für ein deutlich unabhängigeres Grundkonzept. Tatsächlich bilden die Zusammenarbeit von Galerie und Künstler sowie der individuelle Umgang mit dem Ausstellungsraum die wesentlichen Schwerpunkte des Galeriekonzepts. Die Idee ist hier, dass jeder Künstler seine Arbeit unmittelbar auf den zur Verfügung stehenden Raum zuschneidet.
Momentan werden sowohl Konzept als auch das Ausstellungsprogramm der Kordegarda überarbeitet.

## Kontroversen
Der Einfluss der katholischen Kirche in Polen äußerte sich in der Vergangenheit vor allem in der Zensur verschiedener Ausstellungen aufgrund von Blasphemie.
Im Dezember 2000 erwirkte Witold Tomczak, Parlamentsabgeordneter der rechten Polnischen Allianz, dass die Skulptur La Nona Ora von Maurizio Cattelan aus einer Ausstellung der Zachęta entfernt und die damalige Direktorin Anda Rottenberg entlassen wurde. Er forderte außerdem, dass die Verletzung religiöser Gefühle vor Gericht gestellt werden solle. Seine Briefe an den Ministerpräsidenten und den Kulturminister enthielten antisemitische Anwürfe gegen Rottenberg. Tomczak schlug vor, dass sie „besser in Israel als in Polen“ Ausstellungen organisieren solle und verlangte daraufhin die Entlassung der „Angestellten jüdischer Abstammung“ von ihrem Posten als Direktorin der Nationalgalerie. Am 21. Dezember 2000 beschädigte Tomczak Cattelans Skulptur in der Zachęta.